# 서동지전
《서동지전》(鼠同知傳)은 작자와 연대 미상의 구소설이다. 조선 숙종 전후에 창작된 듯하며 쥐 무리의 세계를 의인화한 소설로서 배은망덕한 인간성을 풍자했다. 내용은 부자 쥐 서대쥐와 가난뱅이 다람쥐를 비교하여 놀고 먹는 다람쥐가 서대쥐를 고자질하여 골려주다가 도리어 벌을 받는다는 이야기로서 '서옹전(鼠翁傳)' '서용전(鼠勇傳)' '서옥설(鼠獄說)' 등의 다른 이름이 있다.